# Elophila feili
Elophila feili là một loài bướm đêm trong họ Crambidae.